# Ca l'Agulló (Mediona)
Ca l'Agulló és una obra de Mediona (Alt Penedès) inclosa a l'Inventari del Patrimoni Arquitectònic de Catalunya.

## Descripció
Edifici entre mitgeres. Fa cantonada amb el carrer de Florenci Gustems. Consta de planta baixa, entresòl, dos pisos i golfes, amb coberta de teula àrab a dues vessants. La façana principal, de composició simètrica, presenta com a element remarcable la utilització del llenguatge clàssic en mènsules, emmarcaments i cornises, així com a la planta baixa. A la part posterior de l'edifici hi ha un pati. En destaquen les galeries d'arcs de mig punt. En conjunt, l'edifici respon a les característiques del llenguatge eclèctic.

## Història
Ca l'Agulló va ser bastida l'any 1884, d'acord amb la inscripció que figura a la porta principal d'accés a l'edifici.